# Minador do Negrão
Minador do Negrão est une municipalité brésilienne dans l'État de l'Alagoas.